# Tacloban
Tacloban è una città componente delle Filippine, capoluogo della Provincia di Leyte, nella Regione di Visayas Orientale.
La città è stata per un breve periodo, dal 20 ottobre 1944 al 27 febbraio 1945, capitale delle Filippine.
L'8 novembre 2013 la città è stata quasi interamente distrutta dal Tifone Yolanda che ha causato migliaia di morti nella provincia di Leyte e in particolare nel capoluogo Tacloban. Tutte le strutture, compreso l'aeroporto di Tacloban, risultavano abbattute e ogni mezzo di comunicazione annientato dalla furia della tempesta. Analoghi tifoni che avevano provocato gravi danni e un elevato numero di vittime si erano verificati nel 1897 e 1912.

Il 17 gennaio 2015 la città è stata visitata da Papa Francesco durante la sua visita nelle Filippine. Il pontefice è stato accolto da 30.000 persone in un incontro di fronte all'aeroporto.
Tacloban è formata da 138 baranggay:
- Barangay 2
- Barangay 5
- Barangay 5-A
- Barangay 6
- Barangay 6-A
- Barangay 7
- Barangay 8
- Barangay 8-A
- Barangay 12 (Palanog Resettlement)

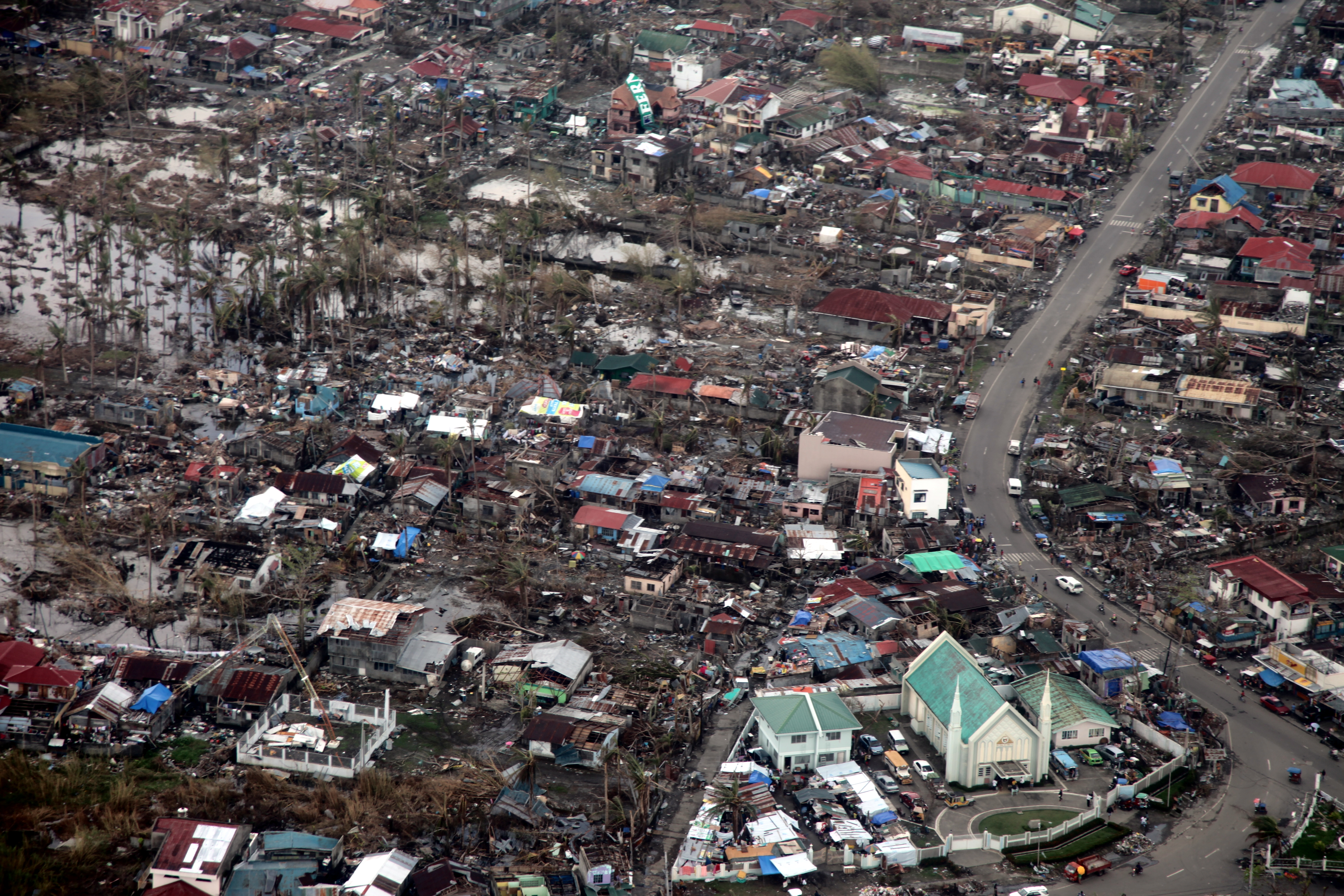
Vista aerea di Tacloban devastata da Yolanda (2013)

- Barangay 13
- Barangay 14
- Barangay 15
- Barangay 16
- Barangay 17
- Barangay 18
- Barangay 19
- Barangay 20
- Barangay 21
- Barangay 21-A
- Barangay 22
- Barangay 23
- Barangay 23-A
- Barangay 24
- Barangay 25
- Barangay 26
- Barangay 27
- Barangay 28
- Barangay 29
- Barangay 30
- Barangay 31
- Barangay 32
- Barangay 33
- Barangay 34
- Barangay 35
- Barangay 35-A
- Barangay 36
- Barangay 36-A
- Barangay 37
- Barangay 37-A
- Barangay 38
- Barangay 39
- Barangay 40
- Barangay 41
- Barangay 42
- Barangay 42-A
- Barangay 43

- Barangay 43-A
- Barangay 43-B
- Barangay 44
- Barangay 44-A
- Barangay 45
- Barangay 46
- Barangay 47
- Barangay 48
- Barangay 48-A
- Barangay 48-B
- Barangay 49
- Barangay 50
- Barangay 50-A
- Barangay 50-B
- Barangay 51
- Barangay 51-A
- Barangay 52
- Barangay 53
- Barangay 54
- Barangay 54-A
- Barangay 56
- Barangay 56-A
- Barangay 57
- Barangay 58
- Barangay 59
- Barangay 59-A
- Barangay 59-B
- Barangay 60
- Barangay 60-A
- Barangay 61
- Barangay 62
- Barangay 62-A
- Barangay 62-B
- Barangay 63
- Barangay 64
- Barangay 65
- Barangay 66
- Barangay 66-A
- Barangay 67
- Barangay 68
- Barangay 69
- Barangay 70
- Barangay 71
- Barangay 72
- Barangay 73
- Barangay 74

- Barangay 75
- Barangay 76
- Barangay 77
- Barangay 78 (Marasbaras)
- Barangay 79 (Marasbaras)
- Barangay 80 (Marasbaras)
- Barangay 81 (Marasbaras)
- Barangay 82 (Marasbaras)
- Barangay 83 (San Jose)
- Barangay 83-A (San Jose)
- Barangay 83-B
- Barangay 83-C (San Jose)
- Barangay 84 (San Jose)
- Barangay 85 (San Jose)
- Barangay 86
- Barangay 87
- Barangay 88
- Barangay 89
- Barangay 90 (San Jose)
- Barangay 91 (Abucay)
- Barangay 92 (Apitong)
- Barangay 93 (Bagacay)
- Barangay 94 (Tigbao)
- Barangay 94-A
- Barangay 95 (Caibaan)
- Barangay 95-A (Caibaan)
- Barangay 96 (Calanipawan)
- Barangay 97 (Cabalawan)
- Barangay 98 (Camansinay)
- Barangay 99 (Diit)
- Barangay 100 (San Roque)
- Barangay 101 (New Kawayan)
- Barangay 102 (Old Kawayan)
- Barangay 103 (Palanog)
- Barangay 103-A (San Paglaum)
- Barangay 104 (Salvacion)
- Barangay 105 (Suhi)
- Barangay 106 (Santo Niño)
- Barangay 107 (Santa Elena)
- Barangay 108 (Tagapuro)
- Barangay 109 (V & G Subd.)
- Barangay 109-A
- Barangay 110 (Utap)
- El Reposo (Barangays 55 & 55A)
- Libertad (Barangays 1 & 4)
- Nula-tula (Bgys. 3 & 3A)